# Глазівська сільська рада (Ленінський район)
Гла́зівська сільська́ ра́да — адміністративно-територіальна одиниця та орган місцевого самоврядування в Ленінському районі Автономної Республіки Крим. Адміністративний центр — село Глазівка.

## Загальні відомості
- Населення ради: 1 654 особи (станом на 2001 рік)

## Населені пункти
Сільській раді були підпорядковані населені пункти:
- с. Глазівка
- с. Осовини
- с. Юркине

## Склад ради
Рада складалася з 16 депутатів та голови.
- Голова ради:

### Керівний склад попередніх скликань
| Прізвище, ім'я, по батькові | Основні відомості                                                         | Дата обрання | Дата звільнення |
| --------------------------- | ------------------------------------------------------------------------- | ------------ | --------------- |
| Стецишин Любомир Дмитрович  | Сільський голова, 1955 року народження, безпартійний                      | 26.03.2006   | 31.10.2010      |
| Курінной Микола Миколайович | Сільський голова, 1950 року народження, освіта вища, член Партії регіонів | 31.10.2010   | 30.10.2013      |

Примітка: таблиця складена за даними сайту Верховної Ради України

### Депутати
За результатами місцевих виборів 2010 року депутатами ради стали:

#### За суб'єктами висування
| Суб'єкт висування | Кількість обраних депутатів | %    |
| ----------------- | --------------------------- | ---- |
| Партія регіонів   | 13                          | 81,3 |
| Самовисування     | 3                           | 18,8 |

#### За округами
| № округу        | Прізвище, ім'я, по батькові    | Дата визнання обраним | Освіта             | Партійна приналежність            | Відомості про обраного депутата                |
| --------------- | ------------------------------ | --------------------- | ------------------ | --------------------------------- | ---------------------------------------------- |
| Партія регіонів |                                |                       |                    |                                   |                                                |
| 1               | Пушкарьова Олена Іванівна      | 05.11.2010            | середня            | член Партії регіонів              | дошкільний навчальний заклад «Колосок», сторож |
| 3               | Руда Ольга Олександрівна       | 05.11.2010            | середня спеціальна | член Партії регіонів              | ПП «Руда»                                      |
| 4               | Рудий Михайло Володимирович    | 05.11.2010            | середня            | член Партії регіонів              | тимчасово не працює                            |
| 5               | Соколова Надія Іванівна        | 05.11.2010            | вища               | член Партії регіонів              | «Укрпошта», поштарка                           |
| 6               | Таїров Борис Валерійович       | 05.11.2010            | вища               | член Партії регіонів              | Глазівська сільська рада, бухгалтер            |
| 7               | Петрук Олександр Васильович    | 05.11.2010            | середня спеціальна | член Партії регіонів              | ЛТД «Консоль строй», водій                     |
| 8               | Кулікова Катерина Петрівна     | 05.11.2010            | середня            | член Партії регіонів              | пенсіонер                                      |
| 10              | Лейман Людмила Євгеніївна      | 05.11.2010            | вища               | член Партії регіонів              | Глазівська загальноосвітня школа, директор     |
| 11              | Шипов Вадим Робертович         | 05.11.2010            | середня            | член Партії регіонів              | тимчасово не працює                            |
| 12              | Сандрунова Людмила Павлівна    | 05.11.2010            | середня спеціальна | член Партії регіонів              | Глазівська сільська рада, секретар             |
| 13              | Павловська Світлана Миколаївна | 05.11.2010            | середня            | член Партії регіонів              | РК «1Мая», робітник                            |
| 15              | Морозюк Марія Миколаївна       | 05.11.2010            | середня            | член Партії регіонів              | пенсіонер                                      |
| 16              | Камбер Тамара Данилівна        | 05.11.2010            | середня            | член Партії регіонів              | тимчасово не працює                            |
| Самовисування   |                                |                       |                    |                                   |                                                |
| 2               | Алієв Ешреп Аблаєвич           | 05.11.2010            | середня спеціальна | позапартійний                     | тимчасово не працює                            |
| 9               | Манащенко Надія Степанівна     | 05.11.2010            | середня спеціальна | член Комуністичної партії України | пенсіонер                                      |
| 14              | Калач Олександр Сергійович     | 05.11.2010            | вища               | позапартійний                     | юридична фірма, юрист                          |